# Ammonicera oteroi
Ammonicera oteroi is een slakkensoort uit de familie van de Omalogyridae. De wetenschappelijke naam van de soort is voor het eerst geldig gepubliceerd in 1991 door Rolán.